# Wolfgang Koschel
Wolfgang Wilhelm Koschel (* 30. Oktober 1938 in Berlin) ist ein deutscher Raumfahrtingenieur und ehemaliger Direktor des Instituts für Raumfahrtantriebe des Deutschen Zentrums für Luft- und Raumfahrt (DLR).

## Leben
Koschel absolvierte ab 1957 sein Studium der Flugtechnik an der TU Berlin mit Auszeichnung. Er war zunächst Wissenschaftlicher Assistent am Institut für Luftfahrttriebwerke der TU Berlin sowie Gastforscher bei Société Nationale d’Etudes et de Constructions de Moteurs d’Aviation in Frankreich. 1970 wurde er an der Fakultät für Maschinenwesen der TU Berlin mit einer Arbeit über den Wärmeübergang von Prallstrahlen zum Dr.-Ing. promoviert. Er war Oberingenieur am Institut für Strahlantriebe und Turboarbeitsmaschinen der RWTH Aachen. 1981 habilitierte er sich an der RWTH Aachen mit der Schrift Methoden der thermodynamischen Funktionskontrolle und der Schadensanalyse von Flugtriebwerken mit Hilfe von Flugdatenregistriersystemen und wurde als Professor für Betriebsverhalten der Strahlantriebe an die RWTH Aachen berufen.
1995 wurde Koschel an der RWTH freigestellt und ist seitdem als Institutsdirektor Raumfahrtantriebe am DLR in Hardthausen tätig.
Koschel ist seit 1960 Mitglied der katholischen Studentenverbindung K.D.St.V. Borusso-Saxonia Berlin im CV.

## Wirken
Wolfgang Koschel war von 1987 bis 1995 Mitglied des Lenkungsausschusses des Nationalen Hyperschall-Technologieprogramms des Bundesministerium für Bildung und Forschung. Von 1996 bis 1997 war er Mitglied des Beraterkreises „Raumtransport“ der damaligen Deutschen Agentur für Raumfahrtangelegenheiten.
Er ist Ausschussmitglied „Industrie und Forschung“ der Deutsche Industrie- und Handelskammer, Mitglied des Programmausschusses „Raumfahrtinfrastruktur“ des DLR und des „Haut Conseil Scientifique“ der Office National d'Études et de Recherches Aérospatiales in Frankreich.
Er wurde 2001 als Experte in die internationalen Untersuchungskommission des Fehlfluges Nr. 510 der Ariane 5 vom 12. Juli 2001 berufen; er war Leiter der internationalen Untersuchungskommission des Fehlfluges Nr. 517 der Ariane 5 vom 11. Dezember 2002. Er war maßgeblich beteiligt an Definition und Qualifikation der Verbesserungen an der Düse des Triebwerks, die zur endgültigen Flugqualifizierung führten: mechanische Verstärkung des oberen Drittels der Düse, Erhöhung des Durchflusses der Kühlflüssigkeit (flüssiger Wasserstoff) durch die Kühlröhrchen sowie Keramikbeschichtung der Düseninnenwand.

## Ehrungen und Auszeichnungen
Koschel erhielt 2003 die Plakette der Association Aéronautique et Astronautique de France in Anerkennung seiner
Verdienste auf dem Gebiet der Raumfahrtantriebe.
2004 wurde ihm von Bundespräsident Horst Köhler das Bundesverdienstkreuz 1. Klasse des Verdienstordens der Bundesrepublik Deutschland für sein wissenschaftliches Lebenswerk verliehen.